# Dobrodružství malého Indiána
Dobrodružství malého Indiána (1956) je dobrodružný román pro mládež českého spisovatele Vladimíra Šustra, který se odehrává koncem třicátých let 20. století v Paraguayi a ve kterém autor na pozadí sociálních a rasových rozporů mezi Indiány a bělochy popsal skutečný příběh indiánského chlapce. Kniha také popisuje indiánské zvyky, indiánské pojetí cti a líčí dramatická střetnutí Indiánů s bílými vykořisťovateli.

## Obsah románu
Na svých cestách po Jižní Americe se autor knihy setkal roku 1938 v Paraguayi se sotva desetiletým indiánským chlapcem, který ho překvapil tím, jak dobře dovedl španělsky. Jmenoval se Togo a uměl dokonce číst a psát. Když mu autor knihy řekl, že je z Československa, ztratil počáteční ostych, protože věděl, že z této země pocházel i jeho přítel jménem Largo, se kterým prožil řadu příhod. Autor knihy zjistil, že šlo o mladého Čecha V. J. Lukáše, který později beze stopy zmizel v pralesích paraguayského Chaka. Kniha je tak vlastně literárním zpracováním Togova vyprávění.
Togo musel s otcem odejít z rodné indiánské vesnice do bělošského města, ale ustavičně toužil po návratu domů. Návrat do pralesa mu pomohl uskutečnit statečný běloch jménem Largo, který se pronásledovaných indiánů zastal. Byl to ušlechtilý člověk, který podporoval Indiány a peóny v jejich odporu proti bohatým bílým vykořisťovatelům. Byl však vypovězen ze země a následné indiánské povstání skončilo porážkou. Indiáni však poznali, že v boji za svobodu nejsou osamoceni.